# Equijubus
Equijubus là một chi khủng long, được You Luo Shubin Witmer Tang Z. & Tang F. mô tả khoa học năm 2003.